# Czarne (gemeente)
De gemeente Czarne is een stad- en landgemeente in het Poolse woiwodschap Pommeren, in powiat Człuchowski.
De gemeente bestaat uit 10 administratieve plaatsen solectwo: Biernatka, Bińcze, Domisław, Kijno, Krzemieniewo, Nadziejewo, Raciniewo, Sierpowo, Sokole, Wyczechy
De zetel van de gemeente is in Czarne.
Op 30 juni 2004 telde de gemeente 9355 inwoners.

## Oppervlakte gegevens
In 2002 bedroeg de totale oppervlakte van gemeente Czarne 234,9 km², waarvan:
- agrarisch gebied: 37%
- bossen: 52%

De gemeente beslaat 14,92% van de totale oppervlakte van de powiat.

## Demografie
Stand op 30 juni 2004:
| Omschrijving                   | Totaal | Totaal | Vrouwen | Vrouwen | Mannen | Mannen |
| ------------------------------ | ------ | ------ | ------- | ------- | ------ | ------ |
| eenheid                        | aantal | %      | aantal  | %       | aantal | %      |
| inwoners                       | 9355   | 100    | 4805    | 51,4    | 4550   | 48,6   |
| bevolkingsdichtheid (inw./km²) | 39,8   | 39,8   | 20,5    | 20,5    | 19,4   | 19,4   |

In 2002 bedroeg het gemiddelde inkomen per inwoner 1377,45 zł.

## Aangrenzende gemeenten
Człuchów, Debrzno, Okonek, Rzeczenica, Szczecinek